# 相模原公園
相模原公園（さがみはらこうえん）は、神奈川県相模原市南区下溝にある神奈川県立の都市公園（総合公園）。1979年（昭和54年）4月に開園した。
公園の周辺には、相模原市立総合体育館や女子美術大学がある。

## 概要
敷地面積は26.0ヘクタール（2018年4月現在）。隣接した相模原麻溝公園と合わせると開園面積は47.3ヘクタールにも及ぶ非常に大きな公園である。
花壇と芝生も隅々まで美しく整備され、子供連れで遊ぶのに人気のスポットとなっている。1992年（平成4年）10月には「第9回全国都市緑化かながわフェア」の会場にもなった。

## 施設

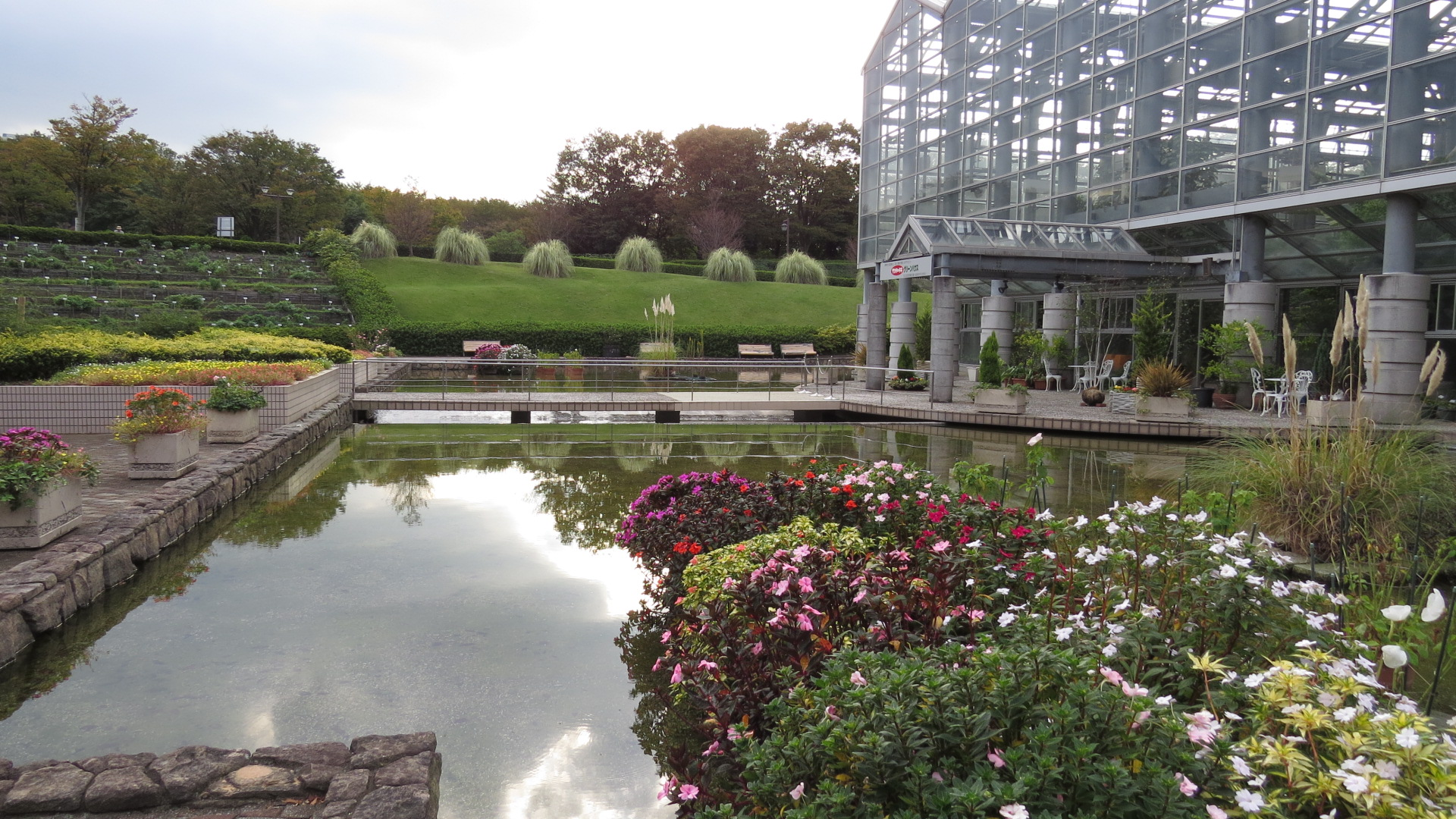
相模原公園

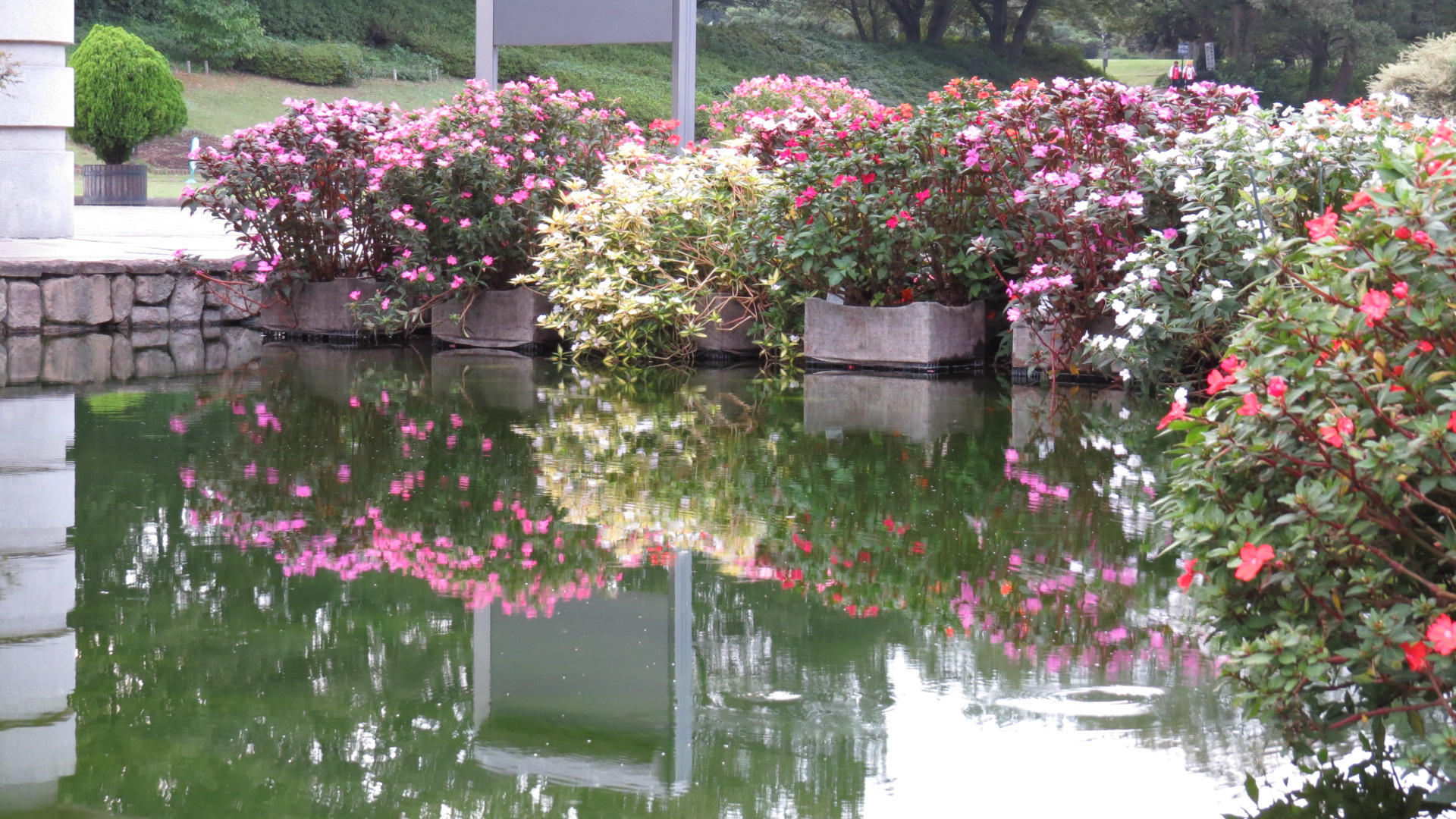
相模原公園の花

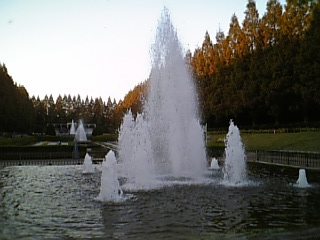
相模原公園の噴水

- グリーンハウス

当公園のメイン施設ともいえる2階建ての建物で、温室の中に草花が一年中栽培されている。
2010年4月より2014年3月まで、サカタのタネが命名権を取得し、「サカタのタネ グリーンハウス」と改称される。その後、2015年4月よ2022年3月にも命名権を取得。
- 水無月園

菖蒲（しょうぶ）を中心とした草花の栽培をしているゾーン。2,327m2。
- 噴水広場

フランス庭園を思わせる噴水をメインとしたゾーン。
- 芝生広場

約27,000m2の広さを持つ芝生の広場。

## 所在地
- 神奈川県相模原市南区下溝3277番地

## 交通

### バス
- 小田急線 相模大野駅北口から女子美術大学行きバス 女子美術大学下車
- 小田急線 相模大野駅北口から上溝行きバス 県立相模原公園前下車
- 小田急線 相武台前駅から横浜線相模原駅南口行きバス 県立相模原公園入口下車
- 相模線 原当麻駅から北里大学病院・北里大学行きまたは相模大野駅北口行きバス 県立相模原公園前下車
- 横浜線 古淵駅から女子美術大学行きバス 女子美術大学下車

### 自動車
- 八王子方面（横浜方面）から 国道16号鵜野森交差点右折（左折）、神奈川県道・東京都道52号相模原町田線沿いに進む
- 首都圏中央連絡自動車道 相模原愛川インターチェンジから神奈川県道・東京都道52号相模原町田線沿いに進む